# Markham (Canada)
Markham è una città situata nella Municipalità Regionale di York, nella provincia dell'Ontario in Canada.
È situata direttamente a nord di Toronto, e fa parte della Census Metropolitan Area di Toronto.
Ha acquisito il titolo di città nel 2012.
Markham è comunque una delle comunità del Canada in più rapida crescita.
Markham è la quarta municipalità più popolosa della Grande Toronto (Greater Toronto), dopo Toronto, Mississauga e Brampton.
Inoltre si fregia del titolo di capitale dell'Hi-Tech canadese con una serie di importanti aziende del settore, come IBM, Motorola, Toshiba, Alcatel-Lucent (ora parte di Nokia), Apple e American Express che qui hanno sede, oltre al produttore delle schede grafiche ATI (ora parte di AMD).